# Hróarstunga

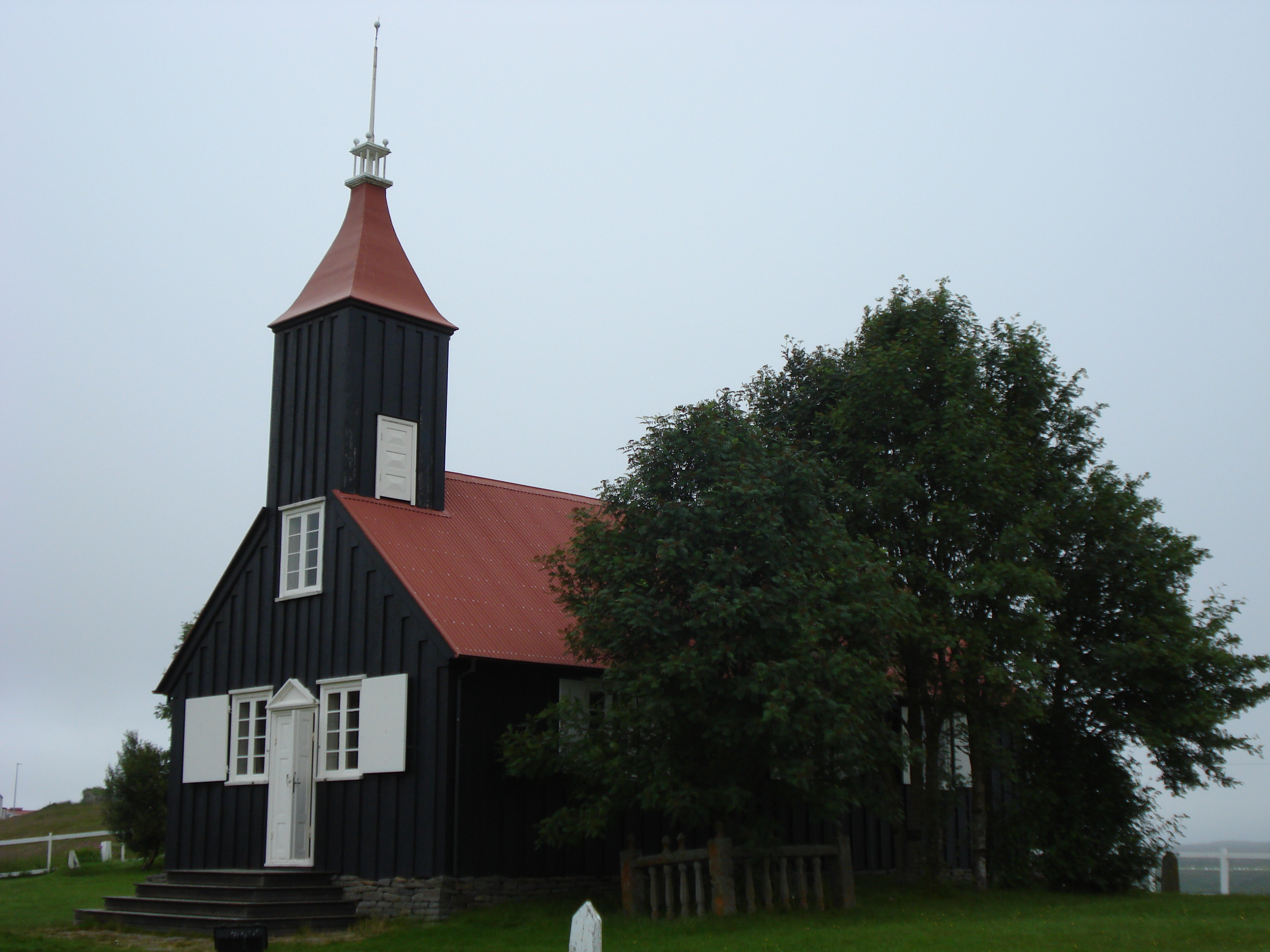
Die Kirche Kirkjubær

Hróarstunga ist ein Gebiet in Ostisland zwischen den Flüssen Lagarfljót und Jökulsá á Brú, die gemeinsam in den Nordatlantik fließen.
Die südliche Grenze bildet die Lágheiði.
Über sie führt die Ringstraße .
Die Hróarstunga ist ein Tiefland mit Sümpfen, Hügeln, Seen und Teichen.
Es gibt keine Ortschaften nur etwa 40 einzeln liegende Häuser und Höfe.
Der Hróarstunguvegur erschließt mit 41 km den südlichen Teil.
Im Westen neben der Jökulsá á Brú führt der Húseyarvegur  als Stichstraße 21 km bis zum nördlichsten Hof Húsey.
Neben dem Nachbau Geirsstaðakirkja liegt im Gebiet noch der alte Torfhof Galtastaðir fremri.
Er war bis 1945 bewohnt und zu ihren Lebzeiten führte die letzte Bewohnerin Besucher durch ihr altes Zuhause, das vom Nationalmuseum betreut wird.
Die Anlage, neben der sich einige Ställe und ein 1961 erbautes Holzhaus befinden, besteht aus acht Gebäuden, angeordnet in zwei Reihen, und ist 23 m lang und 15 m breit. Das Hauptgebäude, die sog. baðstofa (Schlaf- und Wohnstube), wurde 1882 erbaut, doch die anderen Gebäude sind älter. Die Gebäude wurden in den 1960er Jahren auf traditionelle Weise mit neuem Torf etwas ausgebessert.
Selbst in alten Karten von Island ist schon Kirkjubær vermerkt, ein alter Bauernhof mit einer Kirche, der in diesem abgelegenen Gebiet liegt.

## Geschichte
Hroarstunga gab den Namen für die Gemeinde Tunguhreppur.
Sie ging im 19. Jahrhundert aus der Teilung der Tungu- og Fellnahreppur hervor.
Am 27. Dezember 1997, schloss sich die Gemeinde mit den Gemeinden Jökuldalshreppur und Hlíðarhreppur zur Norður-Hérað zusammen.
Später (1. November 2004) kamen noch die Gemeinden Fellahreppur und Austur-Hérað dazu.
Der gemeinsame Name war Fljótsdalshérað, bis sie sich zum 14. Oktober 2020 mit Borgarfjörður, Djúpivogur und Seyðisfjörður zur Gemeinde Múlaþing zusammenschloss.